# نادي الدغارة
نادي الدغارة الرياضي هو فريق كرة قدم عراقي مقره في الدغارة، القادسية، تم تأسيسه في 1989، يلعب في الدوري العراقي الدرجة الثالثة.

## روابط خارجية
- نادي الدغارة على Goalzz.com
- أندية العراق - تواريخ التأسيس